# Ugo Oha
Ugochukwu Henrietta Oha (ur. 18 lipca 1982 w Dayton) – nigeryjska koszykarka występująca na pozycji środkowej, posiadająca także amerykańskie obywatelstwo.
W lato 2008, a następnie 2009 roku podróżowała z zespołem objazdowym – Houston Jaguars.
W 2012 roku powróciła na uczelnię, aby uzyskać dyplom Master of Arts.

## Osiągnięcia
Stan na 23 stycznia 2017, na podstawie, o ile nie zaznaczono inaczej.

### NCAA
- Most Outstanding Player (MOP=MVP) turnieju konferencji Atlantic 10 (2003)
- Defensywna Zawodniczka Roku Atlantic 10 (2002, 2004)
- Debiutantka Roku Atlantic 10 (2001)
- Zaliczona do:
  - I składu:
    - Atlantic 10 (2002)
    - defensywnego Atlantic 10 (2003, 2004)
    - debiutantek Atlantic 10 (2001)

  - II składu Atlantic 10 (2003)
- Liderka wszech czasów Atlantic 10 oraz drużyny uczelnianej w liczbie bloków (354)

### Drużynowe
- Uczestniczka rozgrywek:
  - klubowego pucharu Afryki (2007)
  - Eurocup (2007)

### Indywidualne
- Zaliczona przez eurobasket.com do:
  - I składu zawodniczek zagranicznych PLKK (2011)
  - składu honorable mention PLKK (2011)
- Liderka PLKK w zbiórkach (2011)

### Reprezentacja
- Mistrzyni Afryki (2005)
- Wicemistrzyni igrzysk afrykańskich (2007)
- Uczestniczka:
  - igrzysk olimpijskich (2004 – 11. miejsce)
  - mistrzostw:
    - świata (2006 – 16. miejsce)
    - Afryki (2005, 2007 – 5. miejsce)
    - turnieju FIBA Diamond Ball (2004)